# Manuel Salvador Carmona

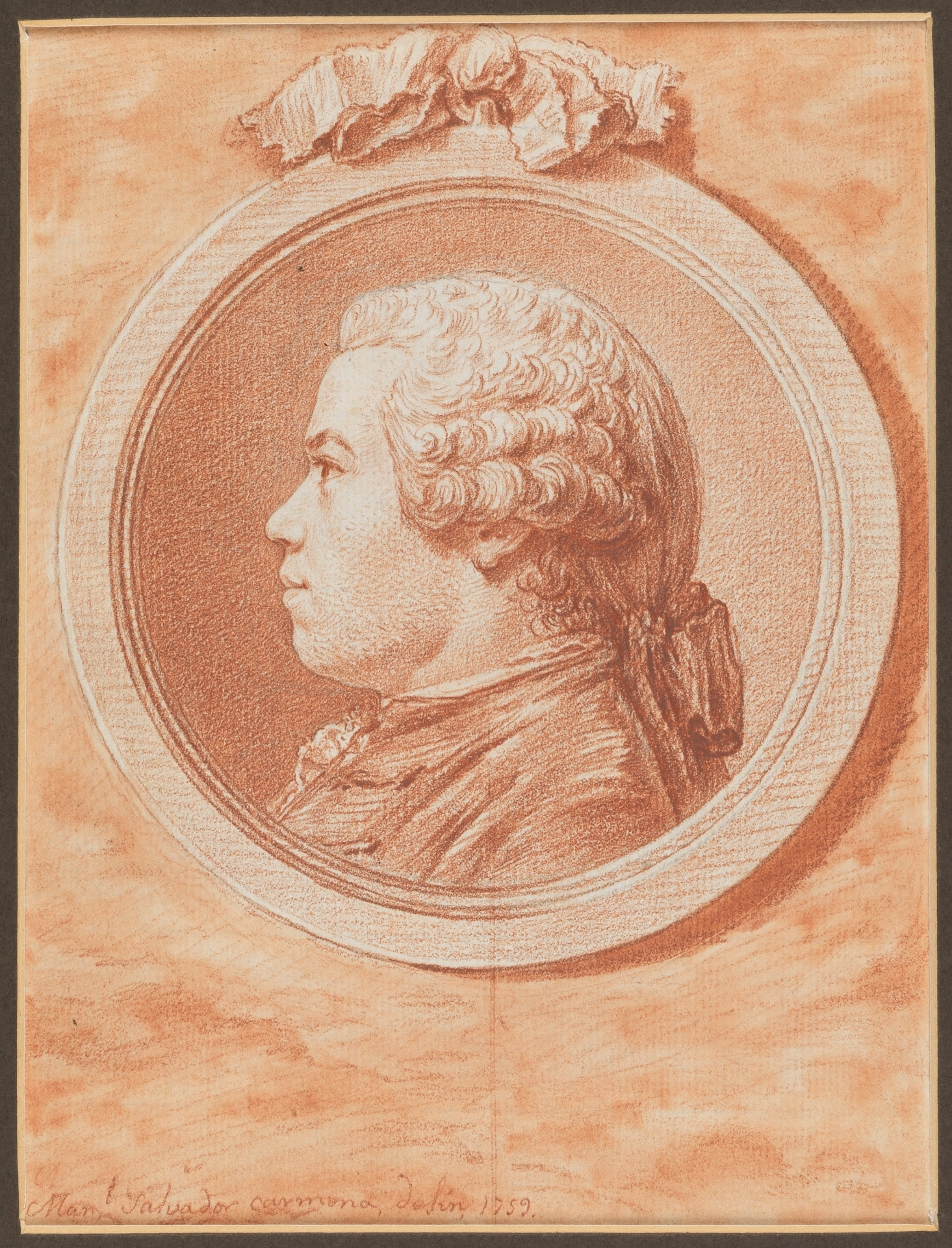
Autorretrato, 1759. Lápices negro y rojo y aguadas de lápiz rojo sobre papel verjurado. Madrid, Museo Nacional del Prado.

Manuel Salvador Carmona (Nava del Rey, Valladolid, 10 de mayo de 1734-Madrid, 16 de octubre de 1820) fue un grabador a buril y aguafuerte español de la Ilustración. Miembro de la Académie royale de peinture et de sculpture de París, grabador del rey de Francia y grabador de cámara del rey de España, fue desde 1777 director de Grabado de la Real Academia de San Fernando, en la que se formaron bajo su magisterio muchos de los más destacados grabadores españoles de las últimas décadas del siglo XVIII e inicios de la centuria siguiente.

## Biografía

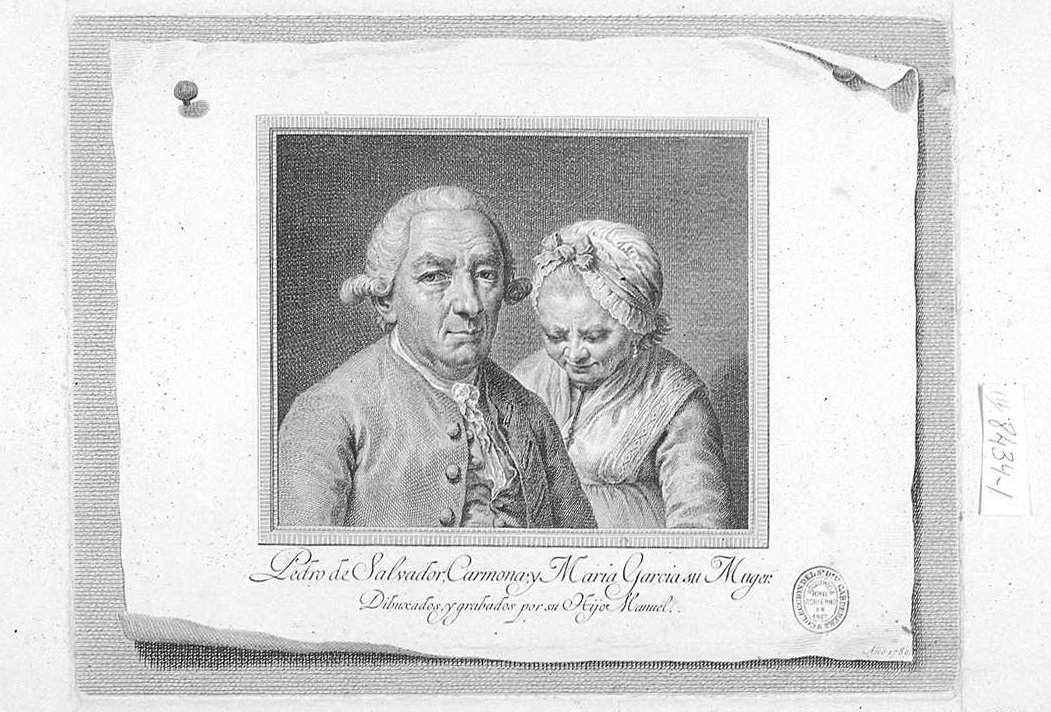
Pedro Salvador Carmona: y María García su mujer; dibujados y grabados por su hijo Manuel, 1780. Madrid, Biblioteca Nacional, Iconografía Hispana, 8434-1.

Hijo de Pedro Salvador Carmona y María García Gómez, modestos labradores, fue bautizado en la parroquial de San Juan de Nava del Rey el 19 de mayo de 1734. La partida de bautismo hacía constar que el nacimiento había tenido lugar nueve días antes, el 10 de mayo. Era el segundo hijo varón de la familia, precedido por José, que al amparo de su tío paterno al llegar a la edad adulta sería escultor. El tercero, Juan Antonio, seis años más joven, también trabajó como grabador y fue su primer discípulo. Sus padres fomentaron en los tres el gusto por las artes, con la esperanza de que pudieran seguir los pasos de su tío paterno, Luis Salvador Carmona, que, protegido por un canónigo segoviano que lo llevó a Madrid y puso a estudiar con Juan Ron, triunfaba en la Corte. Desde muy niño se ejercitó por ello en la práctica del dibujo por cartillas, según explica el menor de los hermanos, Juan Antonio, en una nota biográfica que nos ha llegado manuscrita: «Desde pequeño le hacía dho. su Padre dibuxar algunos principios p.r Cartilla p.a dedicarle a alguna de las tres Nobles Artes con motivo de estar avecindado en la Corte su hermano».
Con trece años marchó a Madrid, iniciándose en el estudio de la escultura en las clases organizadas por la Junta Preparatoria establecida en 1744, antecedente inmediato de la Real Academia de Bellas Artes de San Fernando.En sus clases tuvo como maestro a su tío, con quien permaneció cinco años. Inmediatamente después de la solemne inauguración de la Real Academia de San Fernando, el 12 de abril de 1752, y tras crearse en ella la sección de grabado, Manuel Salvador Carmona fue uno de los cuatro primeros pensionados para completar su formación en París, en la especialidad de grabador de historia y retrato por su adelanto en el dibujo. Sus tres compañeros eran Juan de la Cruz Cano y Olmedilla y Tomás López, para el grabado de mapas, adornos y arquitecturas, y Alfonso Cruzado, para el grabado de «sellos en piedras finas». Allí estudió la técnica del grabado al aguafuerte y buril con Nicolás-Gabriel Dupuis, miembro de la academia francesa, al tiempo que continuó formándose en el dibujo asistiendo a las clases que se impartían en la propia institución académica.

### Años de formación en París
La nota necrológica que la Gaceta del Gobierno le dedicó en su número del 10 de marzo de 1821 con el título de primer grabador de cámara, decía que en París, «sin que sea hipérbole, no estuvo un solo cuarto de hora ocioso; y cuando por lo común los jóvenes que pasan a país extrangero se distraen y disipan el tiempo corrompiendo sus costumbres morales, y olvidándose de sus deberes, Carmona, siguiendo rumbo opuesto, se ocupó únicamente en adelantar cada día más en el grabado, y aun en los intervalos y descanso de este se empleaba en hacer dibujos de todas clases, de modo que siempre se le veía o con el buril, o con el lapicero en la mano». Su aprovechamiento en el estudio del grabado se manifestó inmediatamente con la firma, ya en 1753, de un retrato del rey Luis XV de Francia por pintura de Hyacinthe Rigaud, que vendió al célebre editor Denis-Charles Buldet.

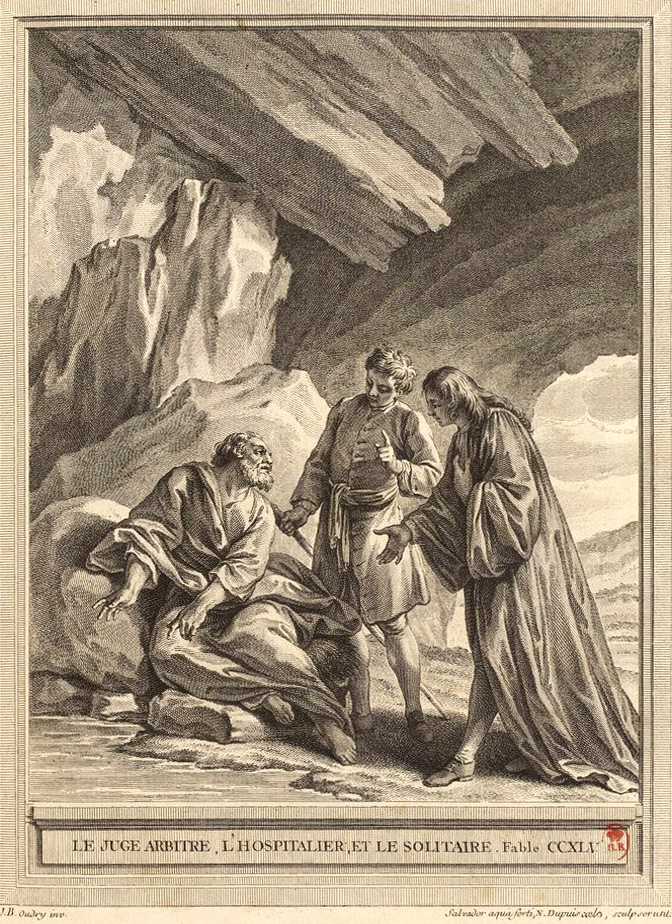
Le juge arbitre, l'hospitalier et le solitaire, 1759, grabado abierto al aguafuerte por Manuel Salvador Carmona y concluido a buril por Nicolas-Gabriel Dupuis.

En los cerca de once años que permaneció en París, en los que abrió no menos de cuarenta y cinco láminas, Buldet le compró otras nueve, grabados de reproducción de obras de Charles Le Brun (Santa María Magdalena despojándose de las galas, a partir de una estampa de Gérard Edelinck), Guercino (Santa María Magdalena en el sepulcro), Jean-Baptiste Marie Pierre (La adoración de los pastores), Anton van Dyck (Virgen con el Niño), Charles-Antoine Coypel (Le negligé galant), François Eisen (Amusement de la Jeunesse), Carle van Loo (La Comedia y La Tragedia), y Rubens (El hijo de Rubens), artistas con los que se podría configurar la nómina de sus modelos en Francia en cuanto a la pintura. En cuanto al grabado lo serán Gérard Audran y Ederlinck, en especial este último, del que, cuando se le pidió un informe sobre la enseñanza del grabado en la Academia de San Carlos de México, escribió que era «muy conveniente, y aun necesario se les propongan las obras del célebre Edelinck para ejemplares, pues nadie ignora es el Rafael del grabado a buril».
Con su maestro llegó a establecer una relación de mutua estima y confianza, como acredita la firma conjunta —«sculpserunt»— en una de las estampas que ilustraban la edición parisina de 1759 de las Fábulas de Jean de La Fontaine, Le juge arbitre, l'hospitalier, et le solitaire —El juez, el hospitalario y el solitario—, abierta al aguafuerte por Carmona y concluida al buril por Nicolas Dupuis, y la utilización por este de los dibujos para grabar proporcionados por Salvador Carmona a partir de dos pinturas de Jean-François Colson: L'action (Dos niños con un perro jugando con un cañoncito) y Réjouissances pour la paix (Celebraciones por la paz, Tres «putti» disparando cohetes).
No descuidó tampoco en estos años de estancia en París el mercado español, contando para ello con el apoyo de su tío Luis Salvador Carmona, como probable intermediario de algunos encargos, como lo fue sin duda del encargo de la Santa Librada venerada en la parroquia madrileña de santos Justo y Pastor a costa de la Congregación de los Naturales del Obispado de Sigüenza, escultura del propio Luis, que era también quien proporcionaba el dibujo para el grabado, o, del mismo año 1756, la estampa de María Santísima de la Luz por pintura de Antonio Sarnelli, encargo de los jesuitas madrileños con motivo de la inauguración solemne del altar dedicado a la controvertida imagen en su iglesia del Colegio Imperial. Tras la expulsión de los jesuitas, impulsores de la nueva devoción, se presentaron denuncias contra sus imágenes por su cuestionada ortodoxia, y el Consejo Extraordinario, atendiendo al informe del fiscal José Moñino, futuro conde de Floridablanca, dio instrucciones a las cancillerías para que recogiesen libros, estampas, medallas y cuanto se refiriese a la nueva y disputada iconografía, calificada de ilusoria y supersticiosa. Entre los muchos materiales recogidos por la Real Audiencia de Aragón, enviados a Madrid el 7 de julio de 1770 para su destrucción, se encontraba la plancha de bronce de media vara, según se describía, esculpida por Carmona en 1756, lo que explica la rareza de las estampas que se han conservado de ella.
Previsoramente retrató o dedicó estampas a personalidades influyentes que le podían abrir camino en la Corte a su regreso, como el retrato del embajador de España en París Jaime Masones de Lima por pintura de Alexander Roslin (1757), o el del secretario de Estado Sebastián de la Quadra (1758). Además grabó los retratos de Bárbara de Braganza y de Fernando VI para el Atlas geográfico de la América Septentrional y Meridional de Tomás López (1758) y dedicó estampas a los secretarios de Estado Ricardo Wall y Juan Francisco de Gaona y Portocarrero y al embajador marqués de Grimaldi.
A su tío Luis, que lo había animado a presentar su candidatura a la academia parisina, respondió por carta el 21 de mayo de 1759 que se lo agradecía muchísimo, pero que no se animaba pues el tiempo que estuviese ocupado en trabajar para recibir ese honor sería tiempo desaprovechado «para ganar para comprar muchas cosas necesarias, que yo me temo no me las darán al tiempo de partir, la lástima es que nosotros no recibimos nuestras pensiones, porque a la hora de esta ya tendríamos todo lo necesario». En suma, previendo el regreso y los materiales que había de llevar con él a España necesarios para ejercer el magisterio del grabado, compensaba con las ganancias obtenidas con su propio trabajo los retrasos e impagos de las pensiones comprometidas, y anteponía esos trabajos a la honrosa recepción en la academia. Tardó poco, no obstante, en decidirse a presentar algunos grabados por los que fue admitido por unanimidad como agregado en la Académie royale de peinture et de sculpture, según comunicaba de nuevo a su tío por carta fechada el 28 de julio del mismo año 1759:

Participo a Vd. cómo ayer sábado quedé con el honor de ser agregado a la Academia Real de esta Corte, habiendo tenido todos los votos a mi favor (cosa que sucede pocas veces), de conformidad que yo no podía aspirar a tantos honores de un cuerpo tan superior como es el de esta dicha Academia; mi maestro también ha recibido muchos cumplimientos, yo le debo mucho por lo bien que se ha portado conmigo en todo, y estaba tan alegre que esta mañana hizo venir a los Amigos y otras personas para darles un almuerzo de conformidad, que yo estaba como un novio novicio por estar aún algo aturdido de la Ceremonia del día anterior.

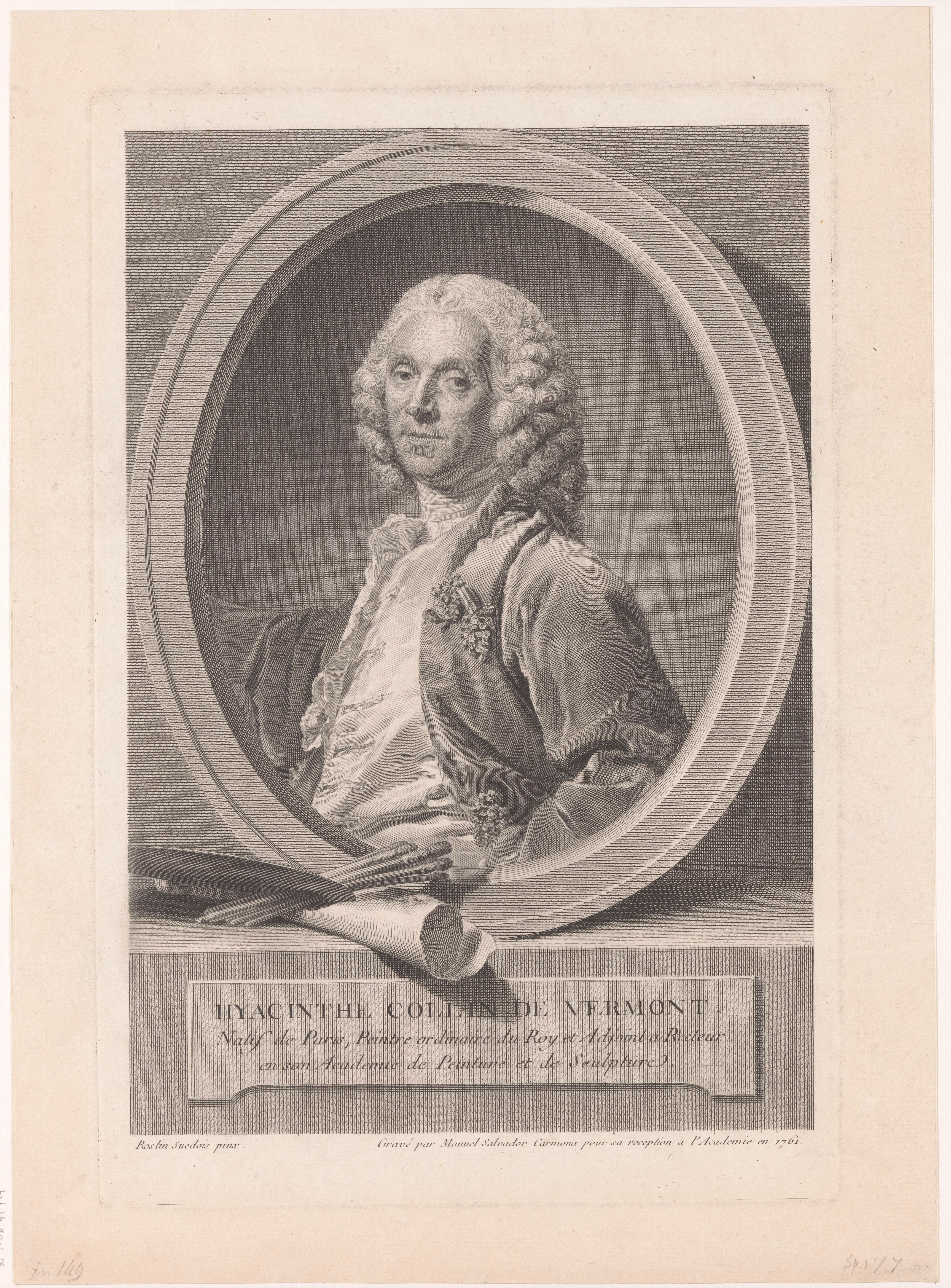
Hyacinthe Collin de Vermont, «Roslin Suedois pinx. Gravé para Manuel Salvador Carmona pour sa reception á l'Academie en 1761».

La incorporación a la academia como agregado, según explicaría él mismo, le daba derecho a titularse grabador del rey, a tener prensa en su propia casa y a portar espada en las sesiones académicas con modelo vivo, teniendo libertad para elegir plaza en ellas. Podía, además, exponer sus obras en el salón que se celebraba cada dos años y así lo hizo con algunas de las estampas arriba citadas en el celebrado en el mes de agosto siguiente. Por último, para su recepción como académico con todos los honores se le impuso, conforme a la costumbre, grabar los retratos de dos académicos: François Boucher y Hyacinthe Collin de Vermont por pinturas de Alexander Roslin. Para poder completar el trabajo y presentar en debida forma las dos «piezas de recepción» hubo de solicitar se le permitiese prolongar su estancia en París, al estar cercano el fin de la pensión que tenía concedida. Finalmente, el 3 de octubre de 1761 fue recibido académico con solo veintisiete años, «honor y distinción de que no había egemplar que á tal edad hubiese logrado ningún otro nacional ni extrangero en aquella academia». Fue Carmona el único artista español recibido en la academia parisina en el siglo XVIII.

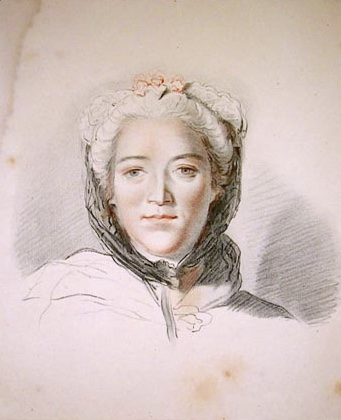
Marguerite Legrand, litografía de Isidoro Lozano a partir de un dibujo perdido de Manuel Salvador Carmona.

En París, poco antes de retornar a España, contrajo matrimonio con Marguerite Legrand, hija de un funcionario de la Contaduría General de Tabacos, que aportó una dote matrimonial de ocho mil reales y una hacienda en Normandía, vendida en 1803 por veinte mil reales, en tanto él aportaba cuatro mil reales. Los esposos fueron padres de una niña, María Josefa Salvador Legrand. Un dibujo perdido de Manuel Salvador Carmona, conocido solo por una fotografía, presenta a Marguerite Legrand con el lapicero en la mano, la mirada alegre, dibujando un retrato con el papel apoyado sobre un cartapacio, pero lo que de ella se sabe, por algunas cartas de Salvador Carmona a su futuro suegro, Anton Rafael Mengs, es que, débil de salud, estuvo enferma la mayor parte de los catorce años de matrimonio, en los que requirió viajes a Francia, «a tomar los ayres natales», y a Segovia, donde falleció el 11 de septiembre de 1776.

### Académico y profesor en Madrid
Tras hacer acopio de materiales para grabar —buriles, grafios, bruñidores, barnices y papeles barnizados, lápiz de plomo, piedras para afilar y otras herramientas— y con una colección de estampas en la que se encontraban representados, con Edelinck y Audran, Cornelis Visscher, Robert Nanteuil, François Boucher, Charles-Nicolas Cochin, Salvator Rosa para los paisajes y Gilles Demarteau, como modelo para los grabados a la manera del lápiz, entre otros, una pensión de seis mil reales anuales y una ayuda de otros seis mil reales para gastos de viaje, en 1762 regresó a Madrid. Agradecido al monarca, en Madrid concluyó y regaló al rey la compleja Alegoría de Carlos III en el templo de la Paz que había comenzado a grabar en París en 1761 a partir de una pintura de Francesco Solimena, adaptación de su Alegoría de Luis XIV sin más que cambiar el retrato del rey en el medallón sostenido por la Religión y la Prudencia.

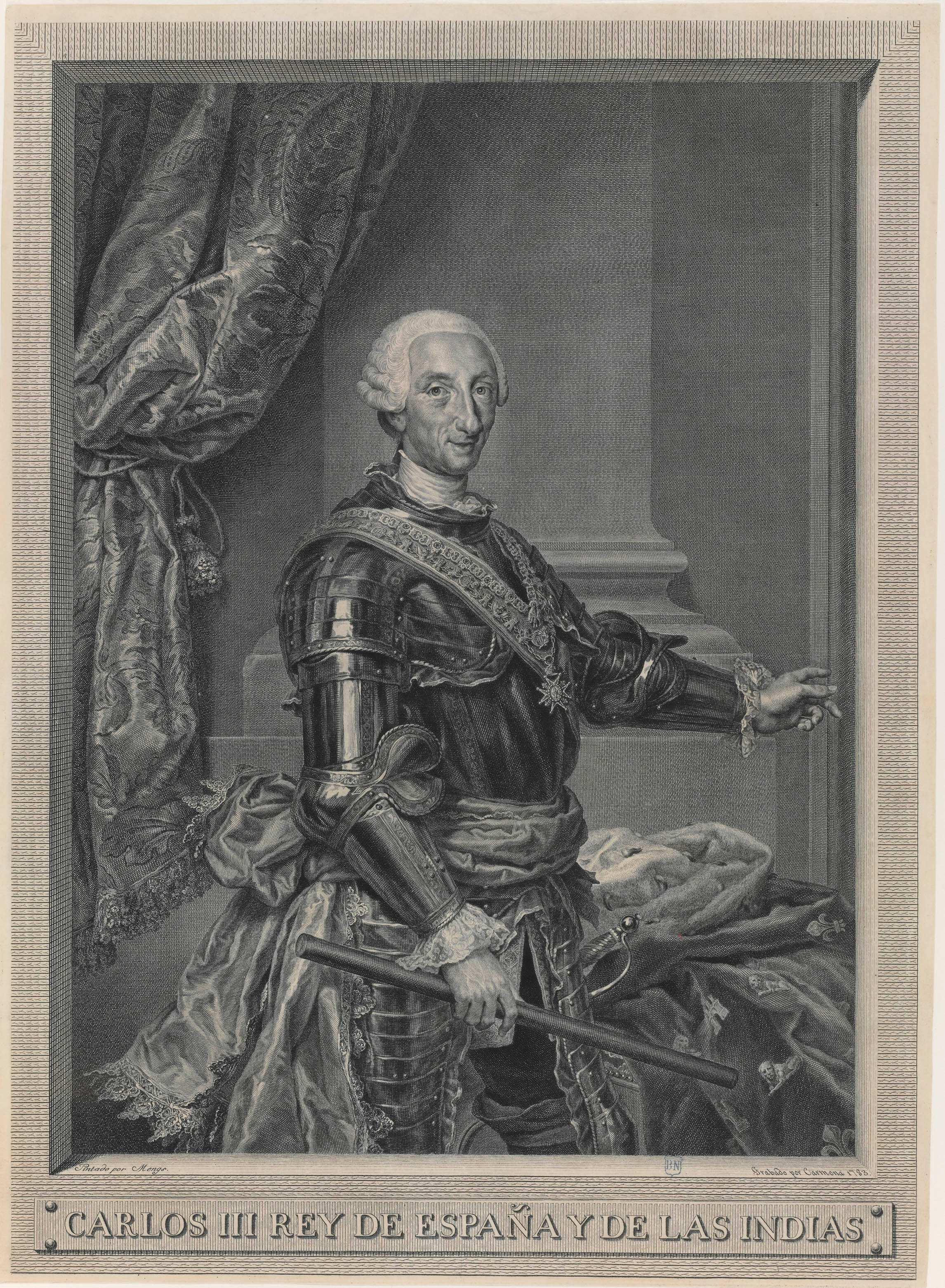
Carlos III rey de España y de las Indias. Grabado de Manuel Salvador Carmona por pintura de Anton Raphael Mengs, 1782. Madrid, Biblioteca Nacional de España.

Inmediatamente después de llegar a Madrid solicitó la plaza de director honorario en la Real Academia, pretensión recibida por los académicos veteranos con desagrado, por desmesurada, y rápidamente rechazada de forma unánime, pues el nombramiento le habría colocado por delante de los profesores adjuntos y entre ellos su propio tío. Hubo de conformarse, dos años más tarde, el 15 de enero de 1764, con el nombramiento de académico de mérito por el grabado en dulce con voz y voto también en el arte de la pintura. Solo a la muerte de Juan Bernabé Palomino, primer director de grabado de la Academia, obtuvo en 1777 la plaza de director de grabado de la institución académica al mismo tiempo que optaba, en competencia con Juan Fernando Palomino, hijo del difunto, a la plaza de grabador de cámara dejada vacante por aquel. Aunque, calificado como «el más hábil y primoroso en su arte», la plaza quedó sin cubrir por decisión del monarca y el nombramiento como grabador de cámara quedó aplazado hasta 1783 cuando, por encargo del conde de Floridablanca, concluyó la lámina con el retrato de Carlos III por pintura de Anton Rafael Mengs, cuadro que un año antes se había podido llevar a su propia casa para realizar con más facilidad la tarea encomendada. Por el grabado Carlos III le recompensó con el nombramiento de grabador de cámara y dos mil reales de aumento de sueldo sin ninguna obligación en contrapartida, pues nunca dejó de cobrar los retratos oficiales del monarca que con cierta asiduidad hubo de hacer o retocar para el Kalendario manual y guía de forasteros en Madrid. En 1801, cuando eran seis los artistas con título de grabador de cámara, solicitó a semejanza de los pintores poder titularse primer grabador de cámara, por tratarse del más antiguo, pero se le rechazó la pretensión. No obstante firmó tres grabados con ese título.

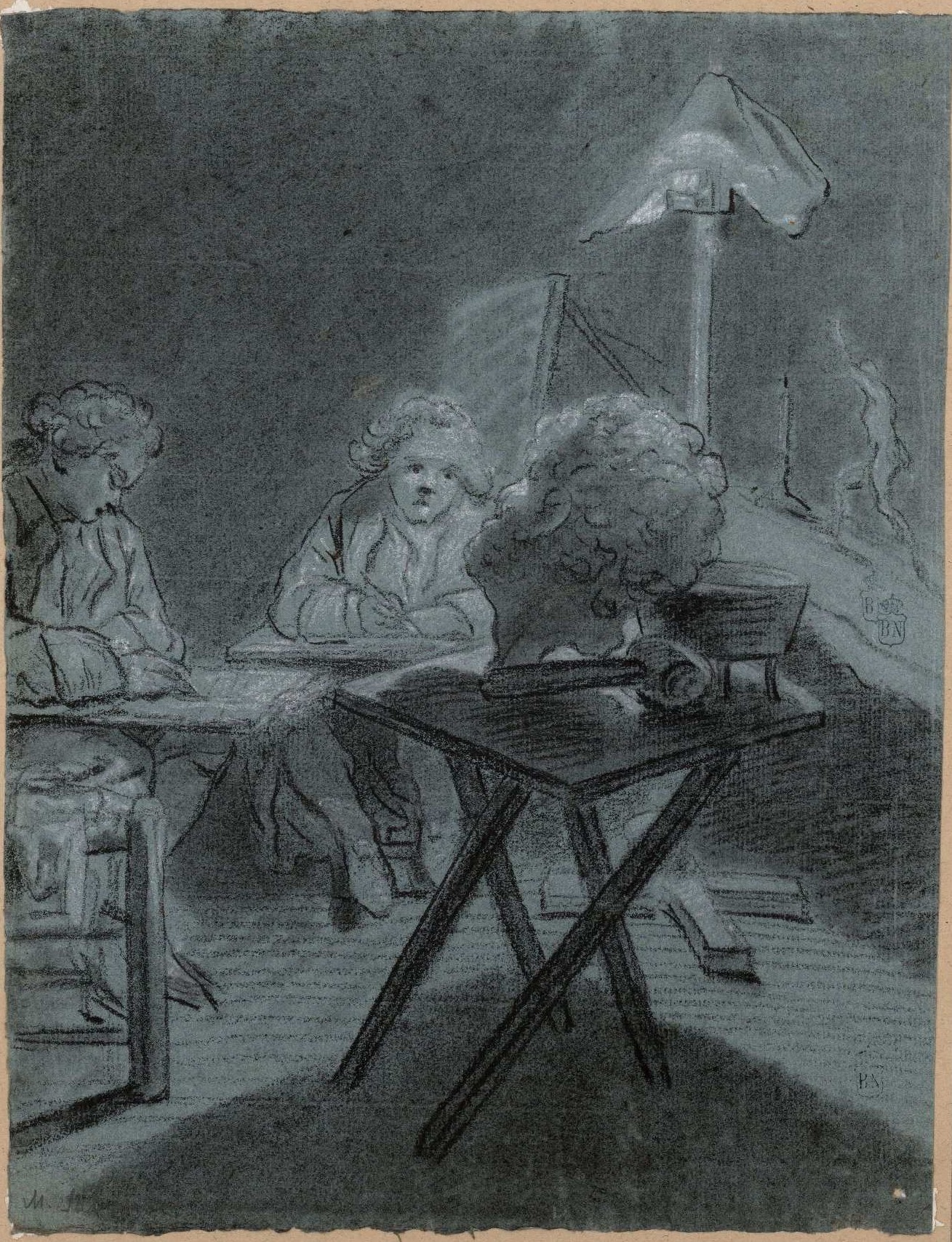
Dos aprendices dibujando. Dibujo a lápiz negro y clarión sobre papel azul verjurado. 207 x 235 mm, Madrid, Biblioteca Nacional. En el dibujo, también conocido como los hijos de Carmona dibujando, dos jóvenes aprendices copian un vaciado en yeso o escayola de la cabeza del Milón de Crotona de Pierre Puget, de la que se conocen tres dibujos de Carmona desde distintos puntos de vista.

Viudo de Marguerite Legrand, concertó por correspondencia y con la mediación de Bernardo de Iriarte segundas nupcias con «la amable y distinguida hija mayor» de Mengs, Anna Maria Mengs. Una vez alcanzado el acuerdo acerca de las condiciones económicas del enlace, en julio de 1778 marchó a Roma, donde residía Mengs y debía celebrarse el enlace, en compañía de su hermano Juan Antonio y de Joaquín Inza. En la «ciudad eterna» los hermanos Salvador Carmona fueron recibidos en audiencia por el papa Pío VI, que elogió las estampas de Manuel. Desde Roma escribió a su padre lleno de satisfacción por el trato recibido de la familia Mengs y con «mi doña Anita [que] es preciosísima; un genio y modo que enamora cada día más», a lo que Juan Antonio agregaba en la posdata a la carta: «mi hermano puede dar el viaje por bien empleado, por haber hallado una prenda de tanto mérito, pues en todo es perfecta». Pintora ella misma, académica de honor y de mérito de la de San Fernando en 1790, se conocen de su mano dos copias al pastel del autorretrato que su padre regaló al embajador Bernardo de Iriarte, una de ellas en el Museo del Prado, y el retrato, también al pastel, de su esposo, conservado este en la Academia de San Fernando. El matrimonio tuvo al menos cinco hijos, bautizados en la parroquia de San Sebastián, el menor de ellos en 1789, falleciendo Anna María Mengs el 29 de octubre de 1792 en su casa de la calle del Príncipe de Madrid.
Al morir Anton Raphael Mengs en junio de 1779, Carmona recibió el encargo de abrir una lámina con el autorretrato de su suegro en poder de Bernardo de Iriarte para ilustrar la edición de los escritos del pintor bohemio que preparaba su amigo José Nicolás de Azara. Recibió el encargo por mediación de Eugenio de Llaguno y Amirola con quien mantuvo correspondencia epistolar acerca del retrato y de la relación de las obras de Mengs, por quien Carmona en las cartas manifestaba veneración, teniéndole por padre. En una de esas cartas, fechada el 5 de febrero de 1781, Carmona informaba a Llaguno de un encargo que había recibido de París, una pequeña lámina con la historia de Cledia por dibujo de Cochin para ilustrar uno de los tomos de la obra de Pietro Metastasio preparada por el abate Pezzanas, encargo al que se refería con evidente orgullo pues, según estimaba, demostraba que en Francia no había sido olvidado. Un año después, la Gazette de France anunciaba en su número del 15 de noviembre la salida a la venta de la estampa titulada Le tendre désir, por pintura de Jean-Baptiste Greuze, firmada solo con la inicial C seguida de cuatro comas. En el Journal de littérature, des sciences et des arts, el crítico encargado de la reseña de la estampa comentaba:

Nous désirerions beucoup de connaître plus particulièrmente le Graveur, que sa modestie a sans doute empêché de se nommer; son travail mérite les plus grands éloges, & à la première vue, nous l’avions d’abord attribué à M. Massard, mais les mots gravé par C… ont fait cesser une méprise, qui comme on voit, était à l’avantage de l’Anonyme. Son burin a de la gräce & de l’energie, il rend avec beaucoup de vérité l’air de la tëte delicieux du tableau original, & nous sommes persuadés que M. Greuze lui-même applaudira à une samblable imitation.

Ya en el siglo XIX algún crítico apuntó la autoría de Carmona, oculta bajo la inicial C, una atribución que parece ampliamente aceptada, aunque falte la prueba definitiva. El anonimato se explicaría, para Carrete, por conveniencia social, para evitar los problemas que una estampa de esa naturaleza pudiera ocasionarle en España. Además, otro antiguo pensionado español en París, Pasqual Pere Moles, grabó por las mismas fechas e igual orla otra pintura de Greuze de semejantes características, con el título de Plegaria al amor.
Desde que regresó de París ejerció la docencia del grabado en talla dulce. El primero de sus discípulos fue su propio hermano, Juan Antonio Salvador Carmona. En 1777, al solicitar la plaza de grabador de cámara, mencionaba entre sus méritos su labor docente, citando a Fernando Selma, de quien había sido profesor por espacio de cinco años, desde 1770. En 1776 era discípulo suyo José Gómez de Navia y, colocado al frente de las enseñanzas académicas, en 1795 tenía como discípulos a Blas Ametller, Luis Fernández Noseret y Manuel Alegre, con los que colaboró, tras haberlos promocionado y recomendado, en obras patrocinadas por la Imprenta Real, como la serie de los Retratos de los españoles ilustres o la reproducción de pinturas para la Compañía para el grabado de los cuadros de los Reales Palacios.
En 1778, en respuesta a una consulta de Antonio Ponz, secretario de la Academia, y de forma más extensa en 1792, al informar sobre el proyecto de reforma de los estudios académicos, dejó expresadas sus opiniones sobre las técnicas del grabado, su finalidad y los métodos que él mismo empleaba en sus enseñanzas. Con los modelos de Audran y de Edelinck, defendía la sólida formación en el dibujo que debían adquirir —y por donde debían empezar— los futuros grabadores. Para ello habían de seguir la misma serie de estudios de dibujo en las respectivas salas de la Academia que seguían los alumnos de la clase de pintura hasta llegar a la sala de dibujo del natural, momento en el que podrían empezar a manejar el buril. Recomendaba, además, la lectura del manual de Manuel de Rueda, Instrucción para gravar en cobre y perfeccionarse en el gravado a buril, al agua fuerte y al humo (Madrid, Joaquín de Ibarra, 1761), basado en el muy divulgado y traducido a varios idiomas De la maniere de graver á l'eau forte et au burin et en maniere noir de Abraham Bosse. Agregaba, en fin, que las mismas hojas grabadas con bastante acierto por algunos de sus discípulos y bajo su dirección, «van sirviendo de exemplares según el plan que me he propuesto para que sirvan de estudio a los que se dedican a esta profesión, los quales después de haber hecho progreso de este modo, pasan a estudiar por cuadros o dibuxos, hasta que se hallan en estado de caminar por sí solos; imponiéndose al mismo tiempo en el uso del agua-fuerte».

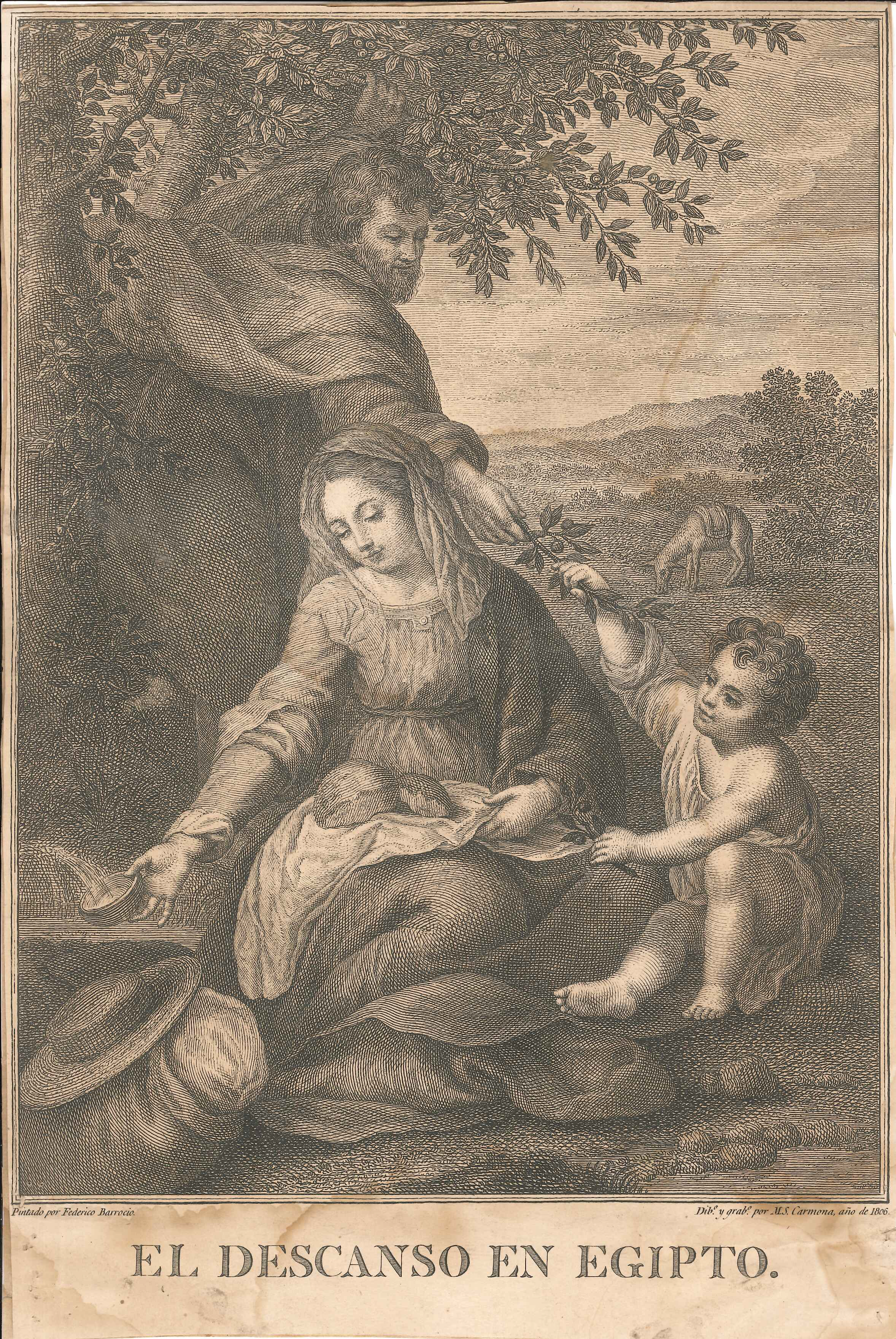
El descanso en Egipto, talla dulce, 300 x 199 mm, firmada en plancha: «Pintado por Federico Barrocio / Dib.^{o} y grab.^{o} por M. S. Carmona, año de 1806».

De los años posteriores a 1792 son escasas las noticias fuera de las que proporcionan sus firmas en los grabados que siguió abriendo aunque a menor ritmo, centrado en las tareas académicas. Como grabador de cámara en 1792 se le concedió una pensión de doscientos ducados, pero a las solicitudes de aumento de sueldo que presentó en 1795, 1799 y 1806 se le respondió negativamente, y en 1808, que solicitó una pensión para su hija Joaquina, de «salud quebrantada», se le contestó que la difícil situación por la que atravesaba  el país no lo permitía, pero que «mejorando las circunstancias se le atenderá, y lo mismo si su hija le sobreviviese en consideración a su distinguido mérito».
Los años que duró la guerra permaneció en Madrid y siguió trabajando, aunque de 1808 solo se conoce un grabado, un San Antonio de Padua por pintura de Mengs, y de 1809 cuatro estampas devocionales —una de ellas con el título de Niña contemplativa por pintura de Zurbarán— y una pequeña lámina con el retrato de Fernando VII, lo que acredita su adhesión a la causa fernandina que le fue reconocida en 1814, al superar el expediente de depuración, y en 1818 con la concesión de la Cruz de Distinción otorgada a los patriotas madrileños- En 1816 firmó sus dos últimos grabados: Niño aplicado, por dibujo propio, y Lucha de dos niños con alas (Eros y Anteros). Un año después otorgó plenos poderes a su hijo Juan Antonio a causa de su precaria salud y falleció el 16 de octubre de 1820 en su casa de la calle de las Huertas.
Valentín Carderera en 1862 le dedicó una primera reseña biográfica publicada en el primer número de la revista El Arte en España, en la que se dolía de la escasa atención que por inercia, desidia o ingratitud habían recibido muchas grandes personalidades y artistas de las dos generaciones anteriores a la suya, algunos de ellos, decía, mejor conocidos en el extranjero que en España. Carmona ocupaba entre ellos uno de los primeros lugares:

Goya, Carmona, Bayeu, Ceán Bermúdez, Navarrete, Reynoso y otros varios merecían una biografía, un libro si quier fuese de escaso volumen [...] Entre los profesores que menos fortuna han alcanzado con respecto a perpetuar su memoria y encomiar sus excelentes producciones, D. Manuel Salvador Carmona se presenta en primera línea. Sorprenderá a la mayor parte de nuestros lectores que un artista considerado por los reyes, elogiado por un sumo Pontífice y acariciado por los grandes de España, embajadores nacionales y extranjeros y cuanto de noble e ilustre había entre nosotros, en los reinados de Carlos III y IV; grabador asimismo de estos monarcas y del Rey de Francia, citándose con elogio algunas de sus obras en los más selectos gabinetes de estampas del extranjero; a un académico de las reales de París y de San Fernando, director de ella en el grabado de láminas, académico de la romana de San Lucas, individuo de las de Tolosa, de Francia, de la de San Carlos de Valencia y otras y otras; sorprenderá decimos, que en el breve transcurso de unos cuarenta años, su nombre suene por primera vez en sus oídos. Ni aún pudo el apellido de Carmona tener lugar en el rico Diccionario de Ceán Bermúdez, por haberse impreso antes del fallecimiento del célebre grabador.

## Obra

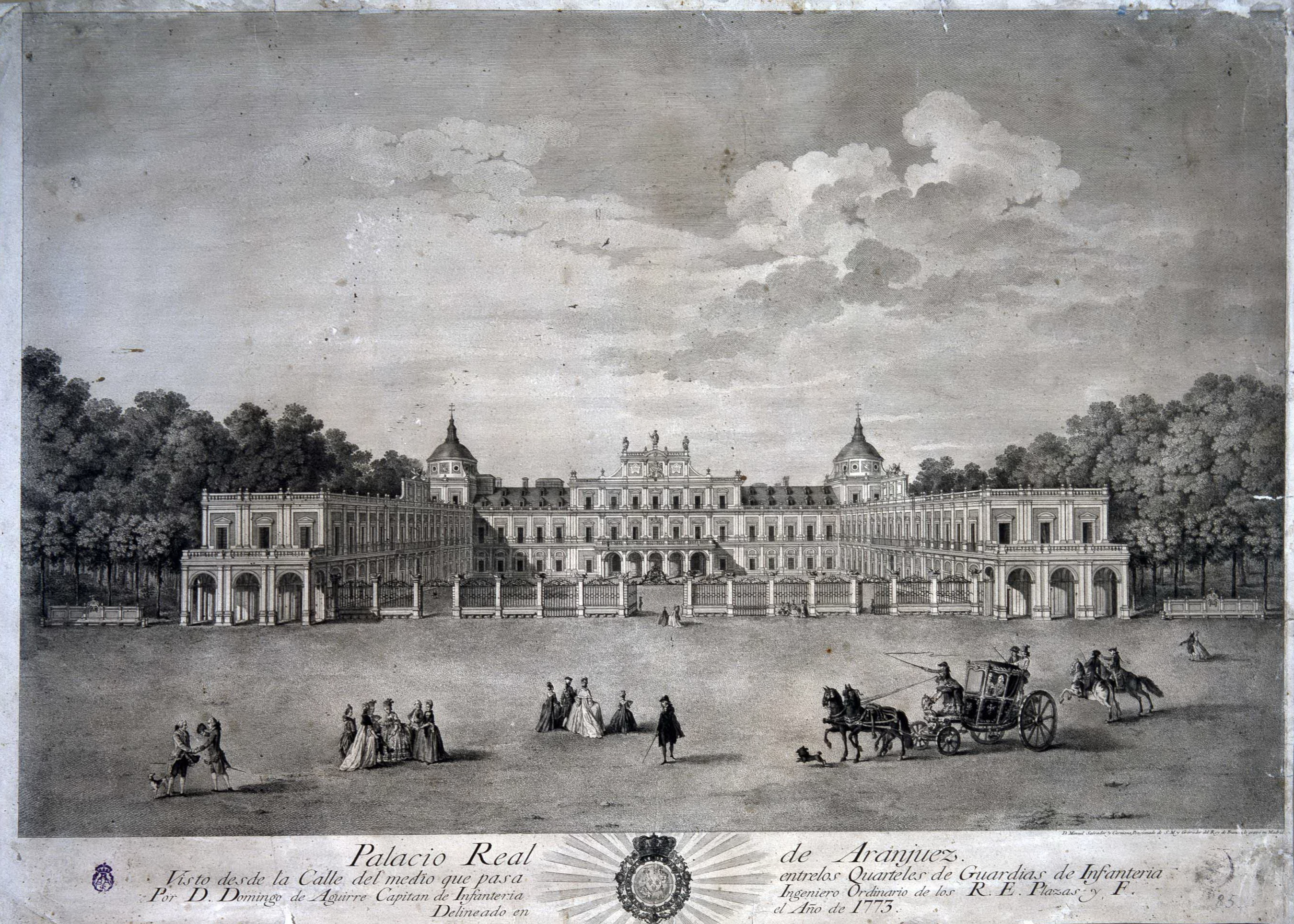
Palacio Real de Aranjuez, 1773, diseño de Domingo de Aguirre, estampado al aguafuerte por Manuel Salvador Carmona, que firma como pensionado de su majestad y grabador del rey de Francia.

Siendo uno de los objetivos de la Academia contribuir mediante la práctica del grabado de reproducción a la difusión de las artes y las ciencias, aunque excelente dibujante, pocas veces tuvo ocasión de grabar sus propias obras, viéndose habitualmente obligado a trabajar sobre composiciones ajenas. Con frecuencia su dominio del buril lograría sobreponerse a la blandura y amanerada frialdad de sus modelos, propia de buena parte de la pintura de su tiempo, dominado el gusto por artistas como Solimena, Amigoni o Corrado Giaquinto y sus seguidores, tal como advertía Carderera de los modelos sobre los que Carmona había creado algunas de sus composiciones parisinas, que le hacían exclamar, a propósito de la Adoración de los pastores de Jean-Baptiste Pierre: «lástima grande, que tan largo e inteligente trabajo se haya empleado en reproducir un cuadro que así como el tipo de las anteriores estampas, es de muy escaso mérito».

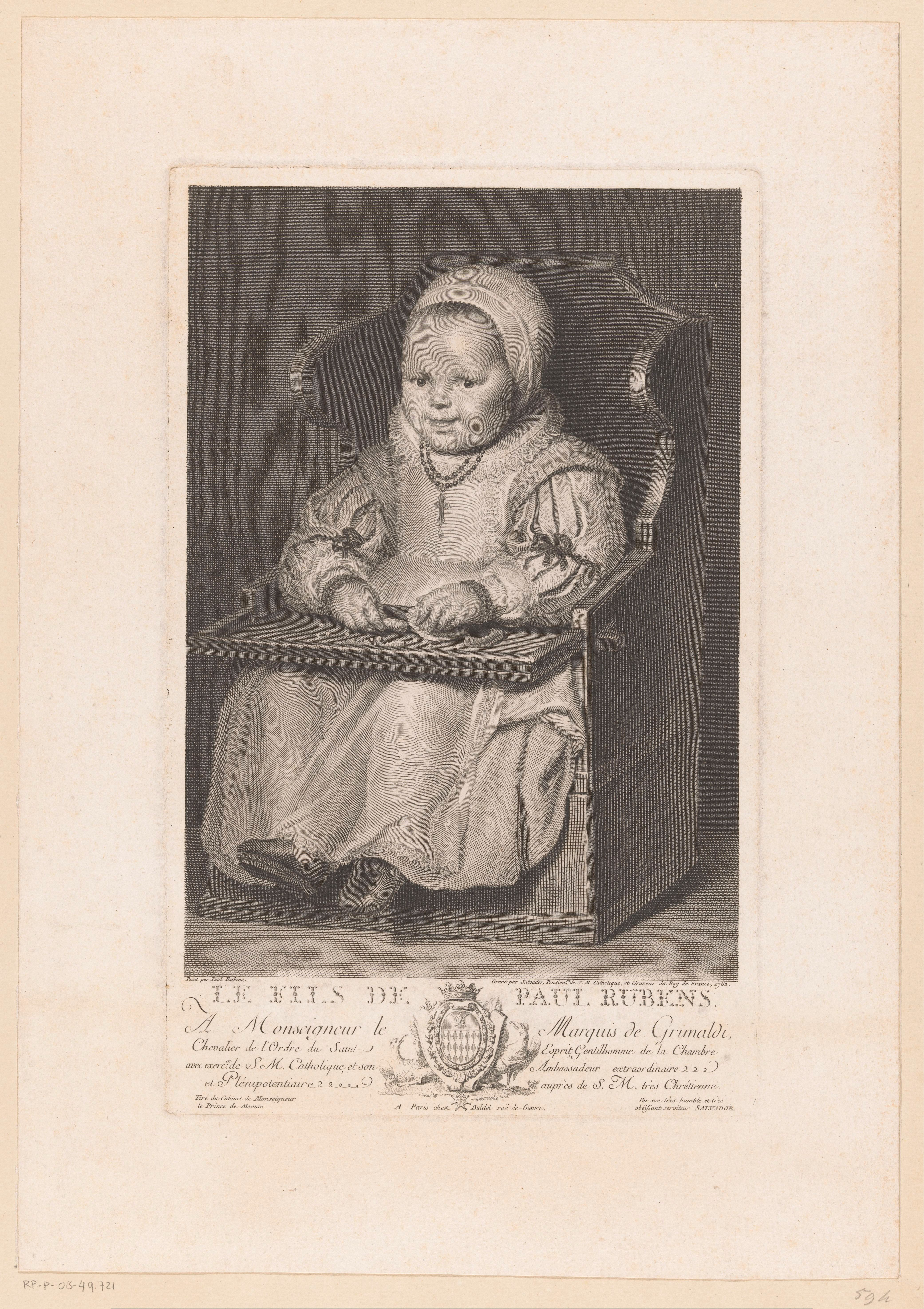
El hijo de Rubens, grabado en 1762 por Carmona con dedicatoria al marqués de Grimaldi, en cuya colección se encontraba la pintura con la atribución, ahora rechazada, a Rubens.

En esa tarea reprodujo en estampa también obras de los pintores renacentistas y barrocos, desde el llamado El hijo de Rubens dedicada al marqués de Grimaldi en cuya colección se encontraba —en realidad Susanna de Vos, hija de Cornelis de Vos, retratada por este— una de sus más estimadas obras parisinas y con la que ponía fin a su estancia en Francia, firmada en 1762 con los títulos de pensionado de su majestad católica y grabador del rey de Francia, a los modelos de Alonso Cano (Cristo en la cruz, San José), Murillo (Virgen María) o Velázquez (Cristo en la cruz según el conocido como Cristo de San Plácido, por dibujo de Gregorio Ferro) empleados en la ilustración del Missale Romanum en la edición madrileña de 1765 y alguna otra obra de devoción, en lo que será una de las tareas que más tiempo le tengan ocupado inmediatamente después de su retorno a España. Muy numerosas son las obras de Mengs reproducidas en estampas sueltas, tanto por ser pintor altamente estimado en la corte y primer pintor de cámara como por la relación familiar que con él tenía, y así, con el título de yerno, firmó el retrato de Mengs pintado por él mismo y regalado a Bernardo de Iriarte (colección particular) del que también hizo copia al pastel Anna Maria Mengs. La estampa de Carmona se empleó como frontispicio de las Obras de D. Antonio Rafael Mengs, primer pintor de cámara del Rey publicadas por José Nicolás de Azara (Madrid, Imprenta Real, 1780) convirtiéndose así en la imagen más divulgada y representativa del bohemio. Además de esta y del retrato de Carlos III de 1782 por el que fue recibido como grabador de cámara, llevó a la estampa por pinturas de Mengs, entre otras, una Sagrada Familia (1781) y un Ecce Homo (1783), San Juan Bautista y Santa María Magdalena, cuadros de pequeño tamaño existentes en el dormitorio del rey, a quien iban dedicadas las estampas, grabados en su mismo tamaño (1784), y los retratos de Fernando de Silva y Álvarez de Toledo, XII duque de Alba (1786), conservado tanto el original como el dibujo de Carmona en la Fundación Casa de Alba (Palacio de Liria), y de Isabel Parreño a los dieciocho años en traje de máscara, grabado encargado por su esposo, el marqués de Llano.
Es significativo, por cuanto pone de manifiesto la menor estimación de los retratos, que al tener noticia del propósito de Carmona de grabar el del duque de Alba, José Nicolás de Azara le invitara a dedicarse mejor a copiar «cuadros de composición que ahí no faltan». Desatendiendo el consejo, Carmona trabajó dos años en el retrato por el que, junto a un «villetito», el duque le recompensó con 15 000 reales. El mismo duque de Alba le encargó en 1789 y pagó 20 000 reales por el retrato, según pintura de Anton van Dyck ahora conservada en el Museo del Prado, de Thomas Howard, conde de Arundel, y su nieto, cuando se creía que los sujetos representados eran Alonso Pérez de Guzmán, el Bueno, fundador de la casa de Medina Sidonia, y su hijo.
Sin abandonar este género del grabado de reproducción, de Van Dyck, residiendo aún en Francia, había ya grabado una Virgen con el Niño (1757) y de Rafael reprodujo por dibujo de su esposa Anna Maria Mengs la Virgen de la silla del Palacio Pitti de Florencia, lámina en la que empezó a trabajar en 1790 y no dio por concluida hasta 1795. Por el número de obras reproducidas, con Mengs, destaca Murillo, especialmente en los años finales de la carrera del grabador, reinante ya Carlos IV, a quien dedicó una primera versión de un Niño pasionario o Niño Jesús dormido sobre la cruz (1806). Además, San Fernando rey de España, dedicado al príncipe de Asturias, dos versiones de la Inmaculada Concepción, el San Juan Bautista y el niño Jesús abrazándose, cuadro actualmente perdido, y El patriarca san José, imagen recortada de la Sagrada Familia del pajarito. De Velázquez grabó por encargo de la Compañía para el grabado de los cuadros de los Reales Palacios Los borrachos, por dibujo de Manuel de la Cruz, y dirigió la reproducción del Aguador de Sevilla, entonces en  el Palacio Real de Madrid, grabado por Ametller bajo su supervisión como se hizo constar al pie de la lámina.
Por encargo de la misma Compañía, constituida en 1789 y de la que al menos durante un tiempo debió de ejercer las labores de dirección artística en cuanto al grabado, dibujó y grabó El charlatán sacamuelas de Theodoor Rombouts y dirigió los grabados abiertos por sus discípulos Manuel Alegre (San Pedro en la cárcel según Guercino), Luis Fernández Noseret (Santa Cecilia según Guido Reni) y el citado Ametller.

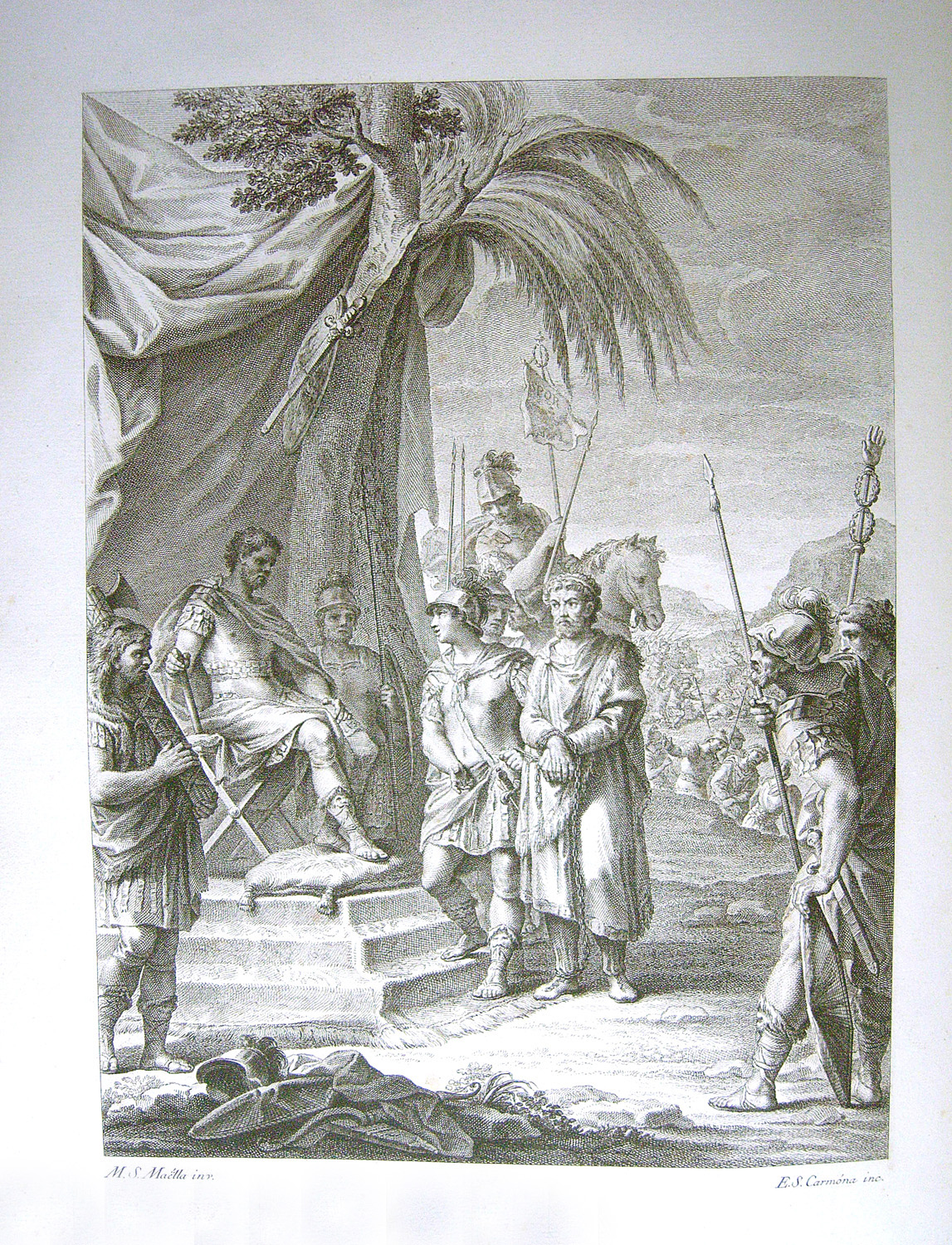
Jugurta ante Mario. Grabado de Manuel Salvador Carmona por dibujo de Mariano Salvador Maella para la edición de Ibarra (Madrid, 1772) de La conjuración de Catilina y La guerra de Yugurta de Cayo Salustio Crispo, en la traducción del infante Gabriel de Borbón.

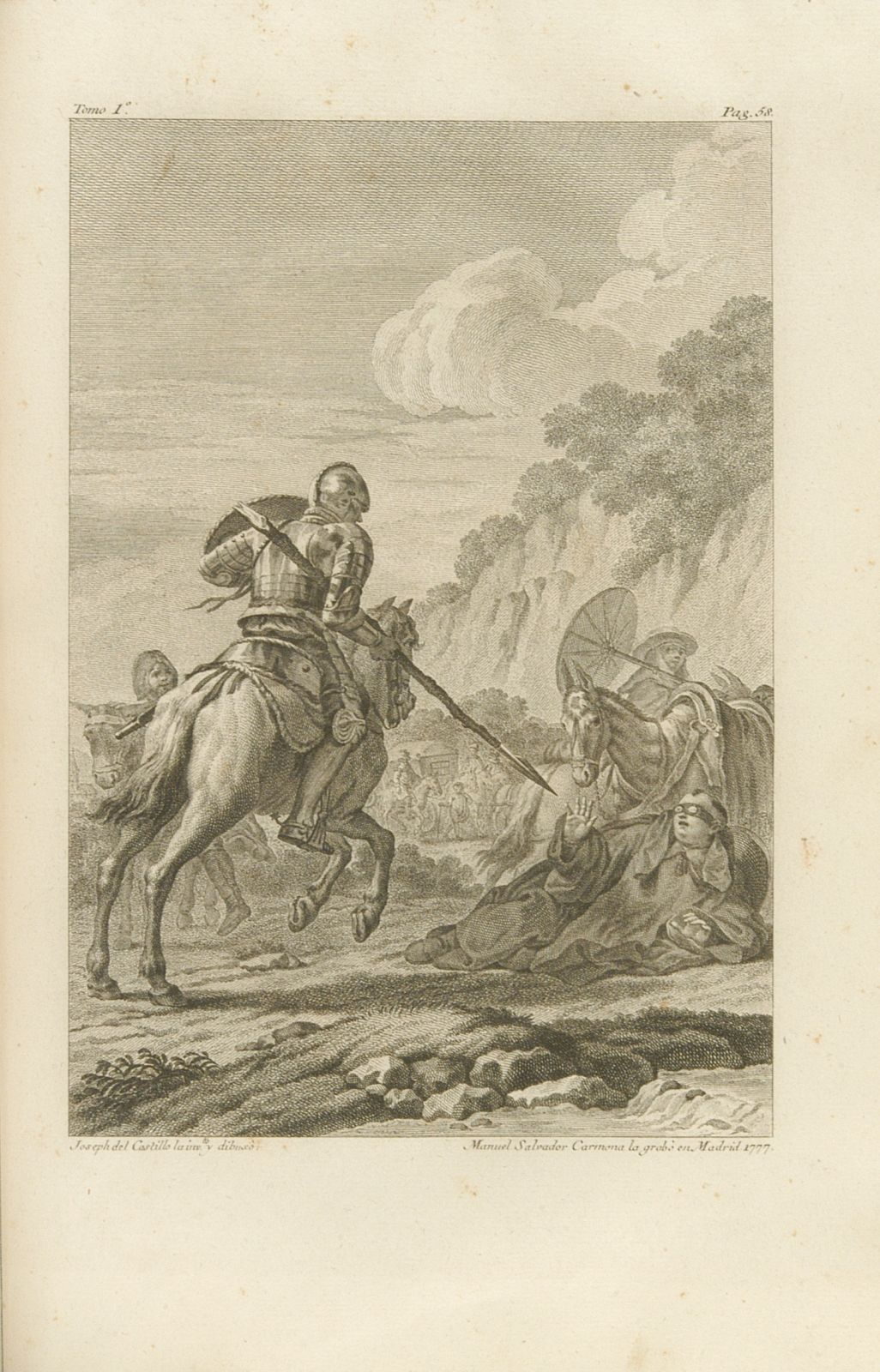
Aventura de Puerto Lápice (Don Quijote arremete contra unos frailes) por dibujo de José del Castillo para el capítulo VIII de la primera parte del Quijote en la edición de la Academia de 1780.

Junto con las estampas sueltas, tanto de historia y devoción, como retratos y modestas viñetas, participó en la ilustración de una treintena de libros, destacando el frontispicio y la alegoría de la Tragedia por dibujos de Mariano Salvador Maella, más la serie de retratos de escritores con orlas de Luis Paret, que realizó para el Parnaso español..., de los más célebres poetas, de José López de Sedano (Madrid, 1769-1774), las dos láminas a plena página por dibujos también de Maella y tres de la viñetas con las que salió ilustrada la edición de Ibarra de La conjuración de Catilina y La guerra de Yugurta de Cayo Salustio Crispo en la traducción del infante Gabriel de Borbón, «obra cumbre de la tipografía española del siglo XVIII», o su contribución a la edición del Quijote grande de Ibarra (1780), primera patrocinada por la Real Academia, para la que no se reparó en gastos con objeto, según afirmaba el marqués de Grimaldi al trasladar a la Academia la aprobación regia, de exaltar «la gloria del ingenio español», defender «la propiedad y energía del idioma castellano» e impulsar «la perfección de nuestra imprenta». Por dibujo de José del Castillo Carmona grabó el retrato de Cervantes, la primera de las láminas entregada para esta edición a la Real Academia, en octubre de 1774. Aprobada de inmediato por la comisión académica formada para hacerse cargo de la edición, el pleno académico aceptó con agrado pagarle los 3000 reales que había solicitado. Lo mismo se hizo con las dos láminas siguientes presentadas por Carmona, la Locura de D.n Quixote y la Aventura de Puerto Lápice, cuando lo pagado por cada lámina al resto de grabadores eran 2400 reales, cantidad que se le pagaría a él también en 1779 —tras el viaje a Roma— por la cuarta y última plancha que proporcionó para esta edición, la Aventura de los pellejos de vino, esta por dibujo de Antonio Carnicero.
Muy importante fue su intervención en otro de los grandes proyectos de la política ilustrada en relación con la estampa: la serie de los Retratos de los españoles ilustres con un epítome de sus vidas, con la que se pretendía salvaguardar la memoria de los héroes nacionales en los campos de las armas, la política, las letras y las artes, mediante una colección de grabados calcográficos de calidad, como las que ya existían en otras naciones europeas. Por iniciativa de Manuel Monfort y Asensi, director de la Imprenta Real, asumida directamente por Floridablanca que encargó de su gestión a Diego Antonio Rejón de Silva, se comenzó a trabajar en el proyecto en torno a 1785. En cuadernos de seis estampas, el primero a la venta en 1791, se llegaron a imprimir dieciocho cuadernos hasta 1806, a los que ya solo se agregó uno más tras la guerra, con un total de ciento catorce retratos. Para la selección de los grabadores se pidió informe a Salvador Carmona, que propuso a los que «tienen más mérito»: Fernando Selma, Francisco Muntaner, Joaquín Ballester y Juan Moreno de Tejada, aunque este último, advertía, no podría ocuparse de esta tarea hasta concluir las láminas del Tratado de artillería de Tomás de Morla. Proponía, además, contar también con «otros grabadores de segunda clase, que bajo mi dirección puedan emplearse», mencionando en este orden a Mariano Brandi y Joaquín Pro. Además de estos, tres discípulos de Carmona —Luis Fernández Noseret, Manuel Alegre y Blas Ametller— grabaron retratos para la colección bajo la dirección o acabados por Carmona. Él mismo se reservó los retratos de Martín de Azpilicueta por dibujo de Buenaventura Salesa (1793), fray José de Sigüenza (1795), por dibujo de José Maea según una pintura de Alonso Sánchez Coello conservada en la Biblioteca del Monasterio de El Escorial, y tres de los más tardíos: el retrato de Martín Bautista de Lanuza, por dibujo de Maea, y los de los judeoconversos obispos burgaleses Pablo de Santa María y Alonso de Cartagena, según dibujos del pintor y arquitecto aragonés afincado en Burgos Manuel de Eraso.
La relación de Salvador Carmona con el director de la Academia de Dibujo del Consulado de Burgos, a raíz de estos retratos, puede explicar que inmediatamente después y por mediación de Eraso, que le proporcionó el dibujo para el grabado, la Venerable Orden Tercera del convento de San Francisco de Burgos le encargase la estampa de su nuevo retablo, con las imágenes del Cristo muerto en el sepulcro y la Virgen de los Dolores, en un año —1805— de baja actividad para el vallisoletano.
A medio camino entre la estampa devota y el grabado de reproducción, son abundantes en la producción grabada de Salvador Carmona los verdaderos retratos de imágenes piadosas en sus altares o como esculturas exentas. El primer encargo de este tipo, aunque no original, consistió en retocar la plancha del Cristo del Pardo abierta en Roma en 1758 posiblemente por Giovanni Antonio Faldoni, y hacer enteramente nueva la imagen del Cristo. Entre otras imágenes de este género, en 1773 abrió la lámina con la reproducción del altar de San Pedro de Alcántara del primitivo convento de San Gil por invención de su tracista y autor de las esculturas, Francisco Gutiérrez, y en 1804, junto con un nueva versión del Cristo del Pardo por dibujo de Mariano Salvador Maella, el altar del no menos célebre Cristo de la Paciencia del derruido convento de capuchinos, erigido en desagravio de las presuntas injurias perpetradas por un grupo de judaizantes portugueses que tenían su residencia en Madrid, en el mismo lugar donde se levantó el convento. De fuera de Madrid, de donde no faltaron los encargos, se puede citar el Verdadero retrato de la Virgen del Castañar de Béjar (1767), la Virgen del Sagrario como se venera en la catedral de Toledo, por dibujo de Juan Pedro Arnal (1769), o la Virgen del Rosario como se venera en la parroquia de Santa Columba de Segovia, estampa abierta por la propia devoción del grabador que la dedicó al párroco del templo, con quien podría existir algún vínculo familiar. Como esculturas de bulto exentas, tras la Santa Librada de su tío Luis Salvador Carmona, grabó las imágenes de Santa Rita de Casia, Santa Catalina de Siena y de la Virgen de la Consolación de Juan Pascual de Mena para el desaparecido convento de San Felipe el Real y la comunidad de dominicas de Madrid, la última por dibujo de Ramón Bayeu, y el célebre San Bruno de Manuel Pereira, ahora en la Academia de San Fernando, siguiendo una vez más el dibujo proporcionado por Mariano Salvador Maella.
El Museo del Prado conserva un dibujo de Manuel Salvador Carmona a lápiz negro y rojo sobre papel avitelado del Altar de san Isidro instalado en la iglesia del antiguo Colegio Imperial reconvertida, tras la expulsión de los jesuitas, en Colegiata de San Isidro, al trasladarse a ella las reliquias del santo patrón de Madrid. El dibujo representa el altar mayor de la remodelada colegiata, obra de Ventura Rodríguez concluida en 1769, cuando es probable que se hiciese el dibujo, con la imagen del santo titular de Juan Pascual de Mena sobre el arca de plata y las alegorías de la Fe, de Manuel Álvarez, y de la Humildad, de Francisco Gutiérrez. De este dibujo, además, se han conservado en la Biblioteca Nacional el calco sobre papel aceitado y el contradibujo obtenido a partir de él, lo que aporta preciosa información sobre el modo de trabajar hasta la apertura de la lámina por el grabador, sin embargo es posible que el proceso no lo llegase a completar, pues no se conoce ninguna estampa ni se tienen otros indicios de apertura de la lámina.
Entre sus escasas composiciones originales, junto con los numerosos dibujos conservados en su mayor parte en la Biblioteca Nacional de Madrid, destaca el retrato que dedicó a sus padres, del que existen dibujos previos a lápiz rojo combinado con grafito y albayalde (Museo de Bellas Ares de Córdoba y Biblioteca Nacional). Incluida en un álbum de retratos familiares que regalaba a sus amigos a la muerte de su padre, la versión definitiva, en forma de estampa vista en trampantojo, sujeta por dos pequeños clavos, libre de los envaramientos del retrato académico, la grabó y fechó en 1780 con la inscripción: «Pedro de Salvador Carmona y María García su Muger. Dibuxados y grabados por su hijo Manuel». Poco antes de salir de París y también por su propio dibujo e invención abrió la lámina conocida por el título de los Cuatro amigos, o con el nombre de cada uno de ellos: Tomás López, Alfonso Cruzado, Juan de la Cruz y Manuel Salvador Carmona. De carácter íntimo y familiar como el anterior, los retratos en busto y de perfil enmarcados en medallones de los cuatro primeros pensionados por la Academia en París cuelgan de una guirnalda en el momento de la separación. Debajo, en una cartela, una inscripción en latín dice: longe et prope, «separados por la distancia, pero cerca por el cariño», conforme a la interpretación dada por Carderera. Tras la máxima latina, por último, el tronco de un árbol joven que se bifurca en cuatro ramas de las que brotan algunos tallos corriendo entre los medallones, ingeniosa alegoría de los frutos que comenzaban a dar los jóvenes aprendices. Relacionados probablemente con los muchos dibujos con retratos de su círculo familiar se encuentran igualmente dos de sus últimos grabados, abiertos por su propia invención y sin mediación de encargo: el que tituló en la estampa Yo pienso y sosiego, grabado en 1811, y El niño aplicado, de 1816, cumplidos ya los ochenta y dos años, retratos íntimos de un pequeño, quizá uno de sus nietos, con la cabeza reposada sobre una mesilla el primero de ellos y sentado en una silla baja, enfrascado en la lectura de un libro, el segundo, con el codo apoyado en un sillón del que cuelga un papel a medio enrollar en el que se ven dibujados ejercicios geométricos como los que se suelen encontrar al comienzo de las cartillas de principios de dibujo.
Sus dibujos sirvieron también en la formación de sus discípulos. Para la práctica del grabado por su hermano menor, Juan Antonio, realizó el dibujo de las cuatro estaciones alegorizadas en la figura de un muchacho de medio cuerpo —el mismo en las cuatro— llevando en las manos alguna flor o fruto propio de la temporada. Muy numerosos son los dibujos llamados «de principios», modelos y academias. El inventario de sus bienes incluía trescientos dibujos de principios y setenta y cinco academias. Aunque no es posible fecharlos y se ha apuntado que pudieran ser dibujos hechos en su etapa de aprendizaje, la existencia de contradibujos o contrapruebas (doscientos setenta y siete en el inventario) hace pensar que en algún momento pensase en darlos a la estampa en la forma de cartilla de dibujo para ser empleada por sus alumnos.